# Marie Rennotte
Marie ou Maria Rennotte, Jeanne Françoise Joseph Rennotte pour l'état civil, née le 11 février 1852 à Souverain-Wandre (Liège) et morte à São Paulo au Brésil, le 21 novembre 1942, était un médecin brésilien d'origine belge, une professeure et une militante pour le droit des femmes.
Après avoir obtenu son diplôme d'enseignante en Belgique et en France, Marie Rennotte a enseigné pendant trois ans en Allemagne avant de partir au Brésil en tant que gouvernante. Elle donne des cours particuliers et enseigne dans une école pour filles. Elle vit à Rio de Janeiro de 1878 à 1882. Elle enseigne ensuite dans l'État de São Paulo et s'installe à Piracicaba où, de 1882 à 1889, elle enseigne les sciences, développe le programme d'études et renforce la réputation du Colégio Piracicabano. Cette école mixte était une institution novatrice offrant une éducation indifférenciée aux filles et aux garçons.
En 1889, grâce à une bourse de l'État de São Paulo, Marie Rennotte s'inscrit à l'école de médecine du Woman's Medical College of Pennsylvania à Philadelphie. La même année, elle obtient la nationalité brésilienne après qu'un changement juridique ait permis à tous les étrangers vivant de façon permanente au Brésil de se faire naturaliser.
Diplômée en 1892, elle étudie à l'hôtel-Dieu de Paris de 1893 à 1895 avec une spécialisation en gynécologie puis en obstétrique. À son retour au Brésil, elle défend sa thèse de doctorat devant un jury de la Faculté de médecine et de pharmacie de l'université de Rio de Janeiro, validant son diplôme et lui permettant d'exercer la médecine dans le pays. 
De 1895 à 1899, Marie Rennotte dirige le service d'obstétrique et de maternité de la maternité de São Paulo. Elle s'occupe des patients de l'hôpital mais réalise également des accouchements chez des particuliers. Ayant ouvert son propre cabinet après avoir démissionné de la maternité, elle gère un dispensaire pour les communautés pauvres et immigrées, tout en gardant une patientèle payante.
En 1901, elle est admise comme membre à l'Institut historique et géographique brésilien de São Paulo. Elle mène alors des recherches au cabinet de la Santa Casa de Misericórdia sur les effets du chloroforme comme anesthésique de 1906 à 1910. 
Elle voyage ensuite en  Europe pour étudier comment établir une Croix-Rouge brésilienne à São Paulo. À son retour, elle fonde la branche locale en 1912, ouvre une école de formation d'infirmières et entame une campagne pour la création du premier hôpital pour enfants à São Paulo. Elle continue à pratiquer la médecine jusqu'au milieu des années 1920, mais s'est de plus en plus impliquée dans le mouvement féministe international et donne des conférences scientifiques à la fin des années 1920 et dans les années 1930. 
En 1922, elle fonde une association et milite pour le suffrage féminin. À la fin des années 1930, souffrant de problèmes de santé, de cécité et de surdité, elle reçoit une pension de l'État qu'elle perçoit jusqu'à sa mort en 1942. On se souvient d'elle pour son travail visant à améliorer les possibilités d'éducation et de soins de santé des femmes, ainsi que les droits des femmes à l'emploi et à la citoyenneté . Elle est également reconnue comme l'une de celles qui ont défini la pensée féministe au Brésil au XIXe siècle .

## Prime jeunesse
Jeanne Françoise Joséphine Rennotte est née à Liège dans le hameau de Souverain-Wandre,,. Son père, François Joseph est boulanger et sa mère, Jeanne Cocq est ménagère. Après ses études à l'École normale de Liège, elle poursuit son cursus à Paris où elle est diplômée de la Société pour l'instruction élémentaire. L'année suivante, elle passe le concours de l'enseignement mis en place par le gouvernement français pour pouvoir commencer à enseigner.

## Parcours professionnel

### Enseignement
Fraîchement diplômée, Marie Rennotte accepte un poste à Mannheim, en Allemagne, où elle enseigne le français pendant trois ans,. En mai 1878, elle s'installe à Rio de Janeiro, au Brésil pour y travailler comme gouvernante,. Elle y donne des cours particuliers et enseigne dans des écoles privées, notamment au collège Werneck, une école pour filles dirigée par Ana Werneck. Maria Rennotte y enseigne le dessin, le français et l'allemand, et l'écriture jusqu'en 1882, date à laquelle elle est engagée par la missionnaire Martha Watts (en) du Kentucky pour enseigner au sein du tout récent Colégio Piracicabano (en) (Collège Piracicabano) à Piracicaba,. L'internat pour filles entend être régit par des principes novateurs pour l'éducation des femmes en prenant ses distances par rapport à l'éducation traditionnelle de l'époque qui préparait les filles aux sphères domestique et sociale. Se faisant le champion de la mixité et de l'égalité des sexes, le collège propose un programme d'études bien équilibré, comprenant des cours de langues, de littérature, de mathématiques, de philosophie et de sciences naturelles et physiques. Les cours sont également ouverts aux jeunes garçons.

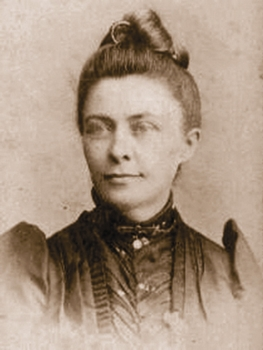
Martha Watts

Le dévolu initial porté sur Marie Rennotte pour ce poste est, selon Watts, sa capacité à parler français. Au XIXe siècle, le français était la langue universelle et l'accès à la littérature classique, comme les œuvres de Byron, Goethe, ou Schiller, n'était possible au Brésil que par des traductions. Engagée comme professeur de botanique, la méthodologie d'enseignement de Marie Rennotte combine divers éléments intégrant des leçons sur les enseignements de Auguste Comte, de Jean-Jacques Rousseau, et d'Herbert Spencer avec une théorie pédagogique sous-jacente basée sur Fröbel et Pestalozzi,. Marie Rennotte renonce à la méthode de mémorisation utilisée auparavant dans les écoles brésiliennes, exigeant plutôt que ses élèves donnent des réponses motivées et complètes aux questions . En outre, elle enseigne également le français, mais aussi l'anatomie, la chimie, la physique, la géographie et l'histoire générale en utilisant des manuels scolaires français. Elle encourage les activités extrascolaires en fondant une société littéraire et un musée d'histoire naturelle,. L'objectif de l'école, puisque les établissements privés n'étaient pas autorisés à délivrer des diplômes à l'époque, est alors de préparer les étudiants à l'enseignement supérieur dans des écoles ou des universités traditionnelles.
Bien que les méthodes du Collège Piracicabano aient été soutenues par des abolitionnistes, des francs-maçons, et des politiciens progressistes comme Prudente Morais Barros (en) et son frère, Manuel (pt) qui y inscrit ses quatre enfants, des factions anti-libérales et ultramontanistes s'opposent agressivement à l'école. En 1883, les Sœurs de Saint Joseph qui dirigent le Colégio de Nossa Senhora do Patrocínio (Collège Notre-Dame du Patronage) à Itu, lancent une campagne pour discréditer l'abandon de l'éducation traditionnelle pour les femmes. Comme Watts ne parlait pas bien le portugais, Maria Rennotte est devenue la porte-parole du Colégio Piracicabano, défendant leurs méthodes pédagogiques dans une série d'articles écrits pour la Gazeta de Piracicaba (Gazette de Piracicaba),. Elle publie ainsi de nombreux articles dans A Mensageira (Le Messager), A Província de São Paulo (La Province de São Paulo), Correio Paulistano (Le Courrier du Paulistan), Diário Popular (Le Quotidien du Peuple), Município (La Municipalité), et O Estado de São Paulo (L'État de São Paulo). Martha Watts agissait en tant qu'administratrice de l'école, tandis que, dans les rapports annuels à la Société missionnaire des femmes méthodistes, Marie Rennotte était largement reconnue pour avoir dirigé les programmes d'études et renforcé la réputation du Colégio Piracicabano.

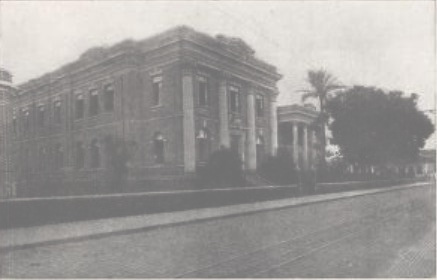
Colégio Piracicabano, ca. 1928

À la fin de l'année 1886, Marie Rennotte se rend à l'étranger pour étudier de nouvelles méthodes d'enseignement aux États-Unis et en France. Elle se procure des manuels et d'autres matériels didactiques pour ses cours de sciences. De retour à São Paulo, en août 1887, elle apprend que l'inspecteur littéraire de l'éducation, Abílio Vianna, a déposé un rapport selon lequel la mixité de l'école et son refus d'enseigner la religion catholique sont en violation de la loi sur l'éducation de 1854. L'État rejette le rapport et permet à l'école de continuer. Ceci incite Marie Rennotte à commencer à offrir des cours du soir de chimie et de physique, ouverts à tout citoyen qui le souhaite. En 1888, Marie Rennotte commence à collaborer avec Josefina Álvares de Azevedo, fondatrice de la nouvelle revue féministe, A Família (La Famille). Dans ses articles sur l'analphabétisme des femmes et les coutumes qui les cantonnent dans leur maison, elle assimile la position des femmes dans la société brésilienne à de l'esclavage, en évoquant la servilité dégradante de leur vie. Elle fait également valoir que l'éducation des femmes est essentielle pour préparer les enfants à leurs rôles sociaux et à leurs devoirs de citoyens.

### Médecine
En 1889, Marie Rennotte participe à l'Exposition universelle de Paris (celle qui verra l'inauguration de la Tour Eiffel) et, après un bref retour au Brésil, elle repart en juin pour les États-Unis. Elle s'inscrit au Woman's Medical College of Pennsylvania à Philadelphie pour y étudier la médecine,, ayant décroché une bourse octroyée par Prudente Morais Barros alors gouverneur de l'État de São Paulo. En décembre de la même année, un changement juridique permet d'accorder la citoyenneté à tous les étrangers résidant de façon permanente au Brésil. Elle obtient son diplôme en 1892, devenant ainsi la première femme de São Paulo à obtenir un diplôme de médecine,. Entre 1893 et 1895, Marie Rennotte étudie à l'hôtel-Dieu de Paris où elle complète sa formation et sa spécialisation en gynécologie et obstétrique et  par des études en néonatalogie, en dermatologie et également les maladies sexuellement transmissibles.
Marie Rennotte est de retour au Brésil en 1895 et, le 26 mars, elle présente sa thèse de doctorat, Influência da educação da mulher sobre a medicina social (Influence de l'éducation des femmes sur la médecine sociale) devant un jury de la Faculté de médecine et de pharmacie de l'université de Rio de Janeiro,. Sa thèse évaluait l'impact des pratiques sociales sur la santé des femmes, comme le fait que les médecins évitent de discuter de l'anatomie des femmes avec leurs patientes et les effets négatifs des tendances de la mode, comme le port de corsets et de chaussures trop petites,. Elle réussit ainsi à faire valider son diplôme au Brésil et en quelques mois, après son retour à São Paulo, elle est admise à la Société de médecine et de chirurgie de São Paulo, récemment fondée. Marie Rennotte rejoint le personnel de la Maternité de São Paulo, où elle occupe le poste de directrice, tout en assistant les patients à l'hôpital et en réalisant les accouchements à domicile,,. En tant que directrice, elle collecte des fonds pour l'hôpital et crée des salles pour les patients en chirurgie et les femmes pauvres qui n'étaient pas des patientes de la maternité. Pendant cette période, elle continue à publier des articles sur les questions féminines et la santé pour A Mensageira et fait même l'objet d'un article publié dans le premier numéro de la Revista literária dedicada à mulher brasileira (revue littéraire consacrée aux femmes brésiliennes). Elle démissionne de la maternité en juin 1899 pour se consacrer à la recherche et à l'action civique .

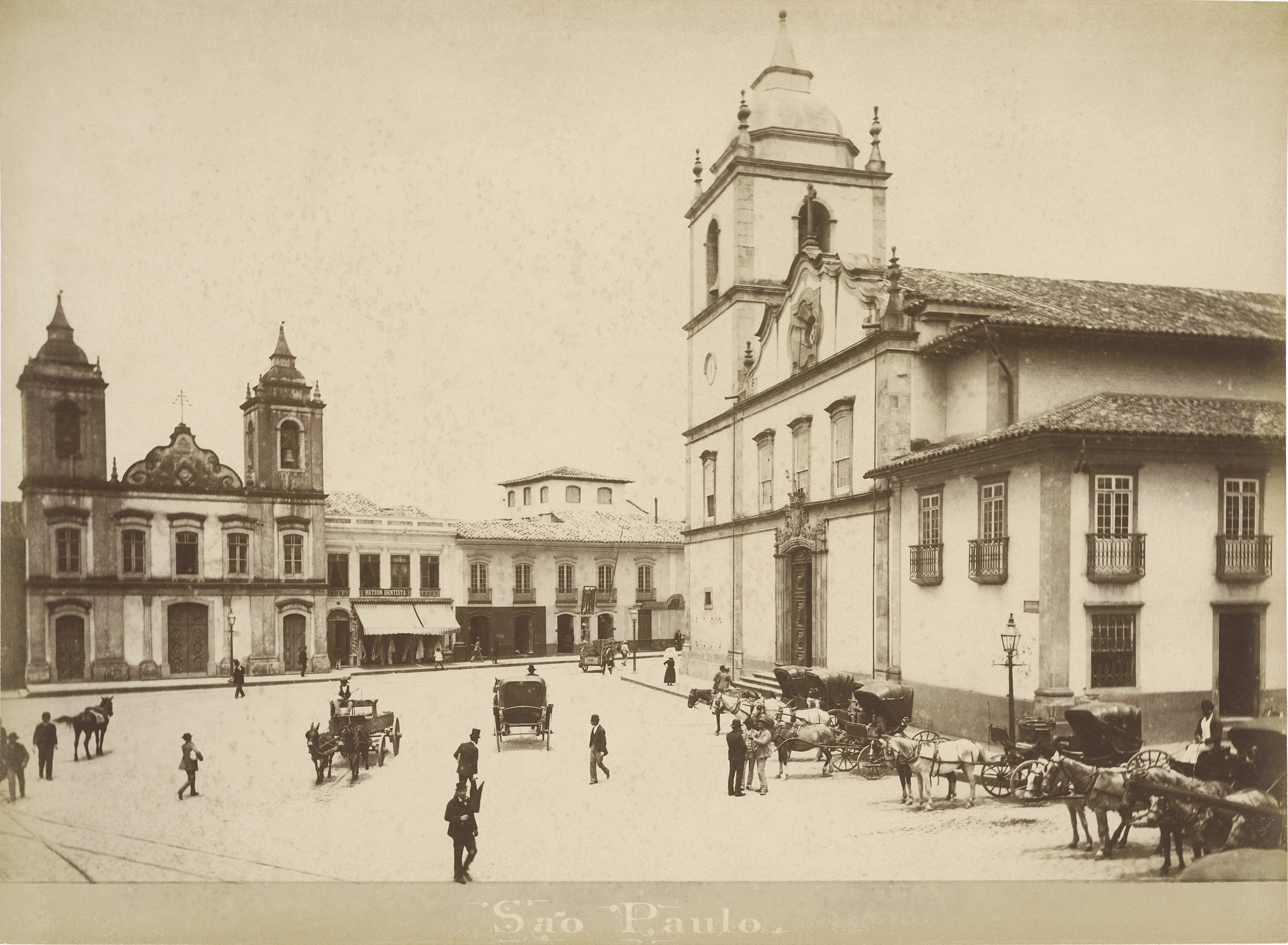
Praça da Sé, vers 1880, par Marc Ferrez

Marie Rennotte ouvre à cette époque une clinique à son domicile près de la Praça da Sé (Place du Saint-Siège) où elle distribue des médicaments aux communautés pauvres et immigrées. Elle se constitue une large clientèle et est invitée à prendre la parole lors de plusieurs conférences médicales. L'un de ses discours est prononcé lors de la rentrée de 1900 au Woman's Medical College of Pennsylvania, où elle rejoint Emily Blackwell, Anne Walter Fearn (en), Anna M. Fullerton (en) , Aletta Jacobs, et Ellen Sandelin (en), entre autres, pour plaider en faveur de l'acceptation internationale des femmes dans les professions médicales. En 1901, elle est admise comme membre de l'antenne de São Paulo de l'Institut historique et géographique brésilien  et quatre ans plus tard, elle devient partenaire de l'Associação Médica Beneficente (Association médicale bénévole) dirigée par Arnaldo Vieira de Carvalho (pt), un des médecins brésiliens les plus renommés de l'époque. Toujours en 1905, elle devient membre de l'"Associação Feminina Beneficente e Instrutiva" (Association féminine de bienfaisance et d'instruction), une organisation fondée par Anália Franco, qui crée des crèches et des écoles, gère des ateliers de formation professionnelle et crée des orphelinats pour aider les femmes pauvres et les femmes qui travaillent dans tout l'État de São Paulo.
En 1906, Marie Rennotte mène des recherches avec Arnaldo Vieira de Carvalho à la Santa Casa de Misericórdia sur les effets du chloroforme comme anesthésique. Elle présente ses conclusions en 1910 à la Société de médecine et de chirurgie de São Paulo. À peu près à la même époque, elle est chargée par la même société de se rendre en Europe pour envisager l'organisation de la Croix-Rouge brésilienne. Après avoir visité les installations du Comité international de la Croix-Rouge en France et en Allemagne, Marie Rennotte rentre à São Paulo et fonde la section de São Paulo de la Croix-Rouge brésilienne, le 5 octobre 1912,. La même année, elle fonde également une école d'infirmières auxiliaires à la Santa Casa de Misericórdia qui propose divers cours, notamment des formations professionnelles, des formations de bénévoles et des cours de premiers secours. Par la suite, l'école déménage au siège de la Croix-Rouge, rue Líbero Badaró. Toujours en 1912, Marie Rennotte fait pression pour la création d'une maison de convalescence pour les pauvres et d'un hôpital pour enfants. Bien que la maison de convalescence n'ait jamais été réalisée, elle lance une campagne demandant aux étudiants et aux citoyens aisés de São Paulo de faire don d'un teston (une piécette) par mois pour la cause. Le plan est approuvé par le secrétaire d'État aux affaires intérieures et des boîtes de collecte sont placées dans les écoles de tout l'État,. En 1918, le projet a collecté 9 500 Rs$ (anciens) et un terrain est donné à Heliópolis pour la construction du premier Hospital de Crianças (hôpital pour enfants) du pays.
Pendant la Première Guerre mondiale, Marie Rennotte forme des volontaires de la Croix-Rouge et, pendant la pandémie de grippe de 1918, elle sillonne dans tout l'État de São Paulo pour apporter une aide médicale et humanitaire,. Elle reçoit la Croix du Mérite (en) de Prusse pour ses efforts. Elle en fait cadeau au Colégio Piracicabano en 1935 ,.
En 1922, à Rio de Janeiro, elle participe au premier congrès féministe international organisé par la Federação Brasileira pelo Progresso Feminino, une organisation affiliée à l'Alliance internationale des femmes,. Dans le cadre d'une tournée sud-américaine, Carrie Chapman Catt assiste au congrès. Elle se rend ensuite à São Paulo avec Marie Rennotte pour l'aider à fonder l'Aliança Paulista pelo Sufrágio Feminino (Alliance Paulistanaise pour le suffrage des femmes),. Marie Rennotte est élue vice-présidente de l'organisation. Lorsque 5 000 civils sont blessés lors de la révolte pauliste de 1924, elle crée un service hospitalier à Brás au Teatro Colombo parce que les hôpitaux n'étaient pas en mesure de fournir suffisamment de lits . 
Jusqu'en 1935, elle continue à participer activement à des conférences scientifiques, des réunions et des groupes civiques. En 1938, une pétition est présentée à l'Assemblée législative de São Paulo par le journaliste Mário Guastini, demandant une pension pour Marie Rennotte. Elle reçoit alors une somme à vie de 1 000 cruzeiros brésiliens en raison de sa pauvreté et de son infirmité, ayant perdu la vue et l'ouïe ,

## Décès et postérité
Marie Rennotte meurt le 21 novembre 1942 à São Paulo et est inhumée dans le Cimetière protestant de São Paulo (en),. Bien que la couverture médiatique de la Seconde Guerre mondiale ait dominé la presse, sa mort a été relatée pendant plusieurs jours avec des témoignages écrits par des membres éminents de la société. On se souvient d'elle pour son rôle dans l'amélioration de l'accès des femmes à l'éducation et aux soins de santé ainsi que pour les droits des femmes à l'emploi et à la citoyenneté. De 1882 à 1925, Marie Rennotte a publié des articles sur la bienveillance, l'éducation, la médecine et les questions relatives aux femmes . Avec d'autres écrivains féministes comme Júlia Cortines (pt), Narcisa Amália (en), Maria Clara da Cunha Santos, Revocata Heloísa de Melo (pt), Presciliana Duarte de Almeida (pt), Marie Rennotte a contribué à développer la pensée féministe du XIXe siècle au Brésil
Dans les années 1960, l'Hospital de Crianças de São Paulo a été intégré au réseau des cliniques universitaire de São Paulo (en) et est devenu un centre de formation pédiatrique utilisé par la faculté de médecine de l'université de São Paulo, qui a fonctionné jusqu'en 1983. En 2001, Nelly Martins Ferreira Candeias (pt), présidente élue et première femme présidente de l'Institut historique et géographique de São Paulo, a organisé un hommage en l'honneur du centenaire de l'admission de Marie Rennotte au sein de l'organisation.